# 土耳其宪法法院
土耳其宪法法院（土耳其語：Anayasa Mahkemesi，简称AYM）是土耳其共和國宪法审查的最高法律机构，从“形式和实质上审查法律、具有法律效力的法令和土耳其大国民议会议事规则的合宪性”（根據《土耳其宪法》第148条）。此外，宪法法院还可以作为最高刑事法院审理有关总统、内阁成员以及最高法院成员的任何案件。

## 概述
《土耳其宪法》第4部分第2节规定设立了宪法法院，宪法法院对法律、法令与宪法的一致性进行审查并作出裁决。宪法法院有权进行事前（法律颁布前）和事后审查，法院裁决可以使整部法律或政府法令无效，在以后的法院裁判中也不能适用，对法律的违宪审查必须在颁布后的两个月内进行。

## 重要判例
1989年3月7日，时任总统凯南·埃夫伦申请废除议会通过的法律，宪法法院裁决在公立大学戴头巾违反政教分离原则。
2019年12月26日，土耳其宪法法院裁决土耳其政府封锁维基百科违反宪法。

## 延伸閲讀
- Arik, K. Fikret. . Revue internationale de droit comparé (Persée). 1962-07-02, 14 (2): 401–412  [2022-02-01]. doi:10.3406/ridc.1962.13364. （原始内容存档于2022-02-03） （法语）.